# John Garstang
John Garstang, arqueólogo británico, nació el 5 de mayo de 1876 y murió en Beirut el 12 de septiembre de 1956. Dedicó sus estudios especialmente al Cercano Oriente, Anatolia y el sur del Levante mediterráneo (región de la costa mediterránea desde Gaza hasta Turquía).

## Biografía
|                                          |  |
| Tumbas y estatua sedente de Beit Khallaf |  |

Garstang nació en Blackburn el 5 de mayo de 1876, sexto hijo de Walter y Matilda Garstang. Se educó en la Blackburn Grammar School y en 1895 obtuvo una beca para estudiar matemáticas en el Jesus College de Oxford. Mientras estaba en la universidad, se interesó por la arqueología y llevó a cabo excavaciones en Ribchester. Apasionado por el estudio de la arqueología, Garstang excavó otros sitios romano-británicos durante sus vacaciones en Oxford.
Después de graduarse con honores en 1899, Garstang se unió al equipo de Flinders Petrie en Abidos (Egipto). Excavó en varios emplazamientos cercanos, incluyendo el descubrimiento de las grandes tumbas de Beit Khallaf en 1901. En 1902 realizó su primera excavación independiente en Egipto en Reqaqnah. La excavación fue financiada por un comité de excavaciones, un grupo de donantes ricos que a su vez recibirían una selección de objetos de las excavaciones realizadas por Garstang a cambio de su patrocinio. Al igual que Petrie antes que él, Garstang continuaría utilizando estos Comités para financiar sus excavaciones durante la mayor parte de su carrera.
En 1902 fue nombrado profesor honorario en arqueología egipcia por la Universidad de Liverpool, y en 1904 fundó el Instituto de Arqueología, afiliado a la Universidad. A partir de 1907, fue el primer profesor de la Universidad dedicado a la formación sobre los métodos y la práctica de la arqueología. Continuó excavando en Egipto, Sudán y el Cercano Oriente en nombre del Instituto hasta el estallido de la Primera Guerra Mundial.
Desempeñó el cargo de Director del Departamento de Antigüedades de Palestina durante el Mandato Británico entre 1920 y 26; y excavó en Ascalón en 1920 y en 1921. También fue el director de la Escuela Británica de Arqueología en Jerusalén entre 1919 y 1926, y llevó a cabo una excavación importante en Jericó desde 1930 hasta 1936, financiada por Sir Charles Marston.
Enseñó en la sección de egiptología de la Facultad de Artes cuando se estableció en la década de 1920. Uno de sus estudiantes fue Pahor Labib, Director del Museo Copto de El Cairo.
Desde 1936 hasta el inicio de la Segunda Guerra Mundial, Garstang excavó en Yümük Tepe cerca de Mersin. Regresó a Turquía después de la guerra y terminó la excavación en 1948. Ese mismo año, fundó el Instituto Británico de Arqueología en Ankara, actuando como su primer director (fue sucedido por Seton Lloyd).

## Publicaciones
- The Foundations of Biblical History: Joshua and Judges
- The Land of the Hittites (1910)
- The Hittite Empire (1929)
- Cooperación en el Index of Hittite Names (1923)
- Mahâsna and Bêt Khallâf (1902)